# Iglesia Ortodoxa Griega de San Nicolás
La Iglesia Ortodoxa Griega y Santuario Nacional de San Nicolás (en inglés: St. Nicholas Greek Orthodox Church and National Shrine), o simplemente Iglesia Ortodoxa Griega de San Nicolás (en inglés: St. Nicholas Greek Orthodox Church), es una iglesia ortodoxa griega situada en Bajo Manhattan, Nueva York, EE. UU., reconstruida totalmente después de la demolición de la antigua iglesia que quedó en ruinas cuando la Torre Sur cayó y la destruyó en los atentados del 11-S.

## Construcción
La construcción de la antigua iglesia finalizó en 1832. Los arquitectos fueron unos inmigrantes griegos que llegaban a Nueva York y construyeron la iglesia cerca del Austin Tobin Plaza, funcionando primero en el segundo piso de una pensión, facilitada por Stamanlis Karamalides. En 1916, varios parroquianos e inmigrantes grecoestadounidenses hicieron una colecta de 25 000 dólares para reconvertir la pensión en una iglesia que atendiera espiritualmente a los inmigrantes griegos de confesión cristiana ortodoxa, siendo dedicada a San Nicolás de Myra. Con el paso del tiempo, y los proyectos de desarrollo alrededor de la iglesia de San Nicolás, además de la preservación del templo, que quedó en medio de un estacionamiento, se convirtió en un punto turístico particular en medio del Bajo Manhattan.

## Atentados del 11 de septiembre

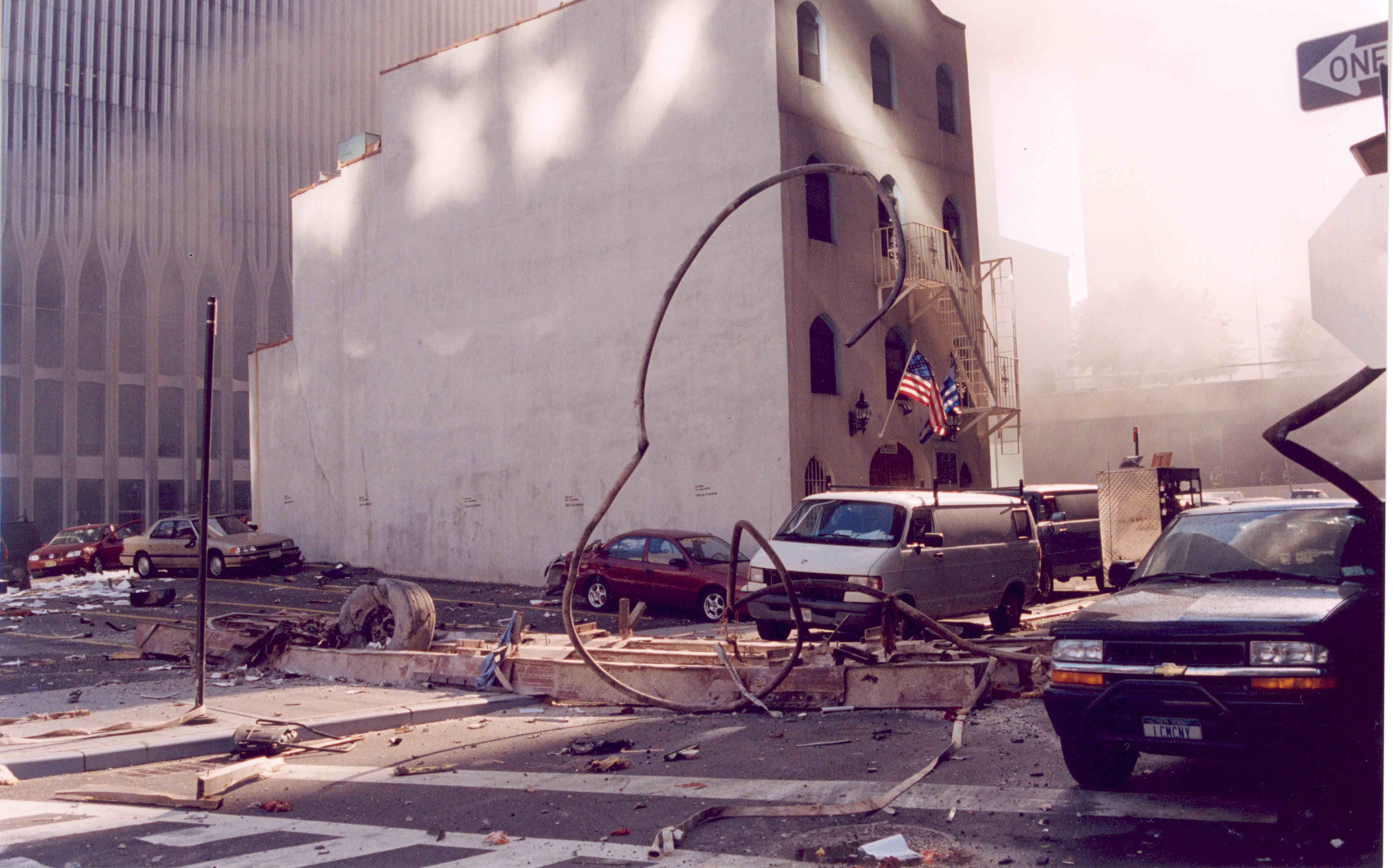
La iglesia original en el 11-S, junto a un tren de aterrizaje.

Debido a su tamaño, fue uno de los edificios que recibió el peor impacto. Afortunadamente no había fieles durante el ataque, y tanto el sacristán como un electricista que estaba haciendo algunos arreglos consiguieron huir. Los daños por la caída de escombros fueron demasiado graves, perdiéndose las reliquias de San Nicolás, Santa Catalina y San Sava (donados por el zar Nicolás II de Rusia a la comunidad greco-estadounidense en Nueva York), el iconostasio y diversos elementos litúrgicos. El edificio fue declarado pérdida total quedando completamente destruido. Los fieles, por decisión de la arquidiócesis ortodoxa griega de América, fueron remitidos a la catedral de los santos Constantino y Helena en Brooklyn, para su atención espiritual.

## Reconstrucción

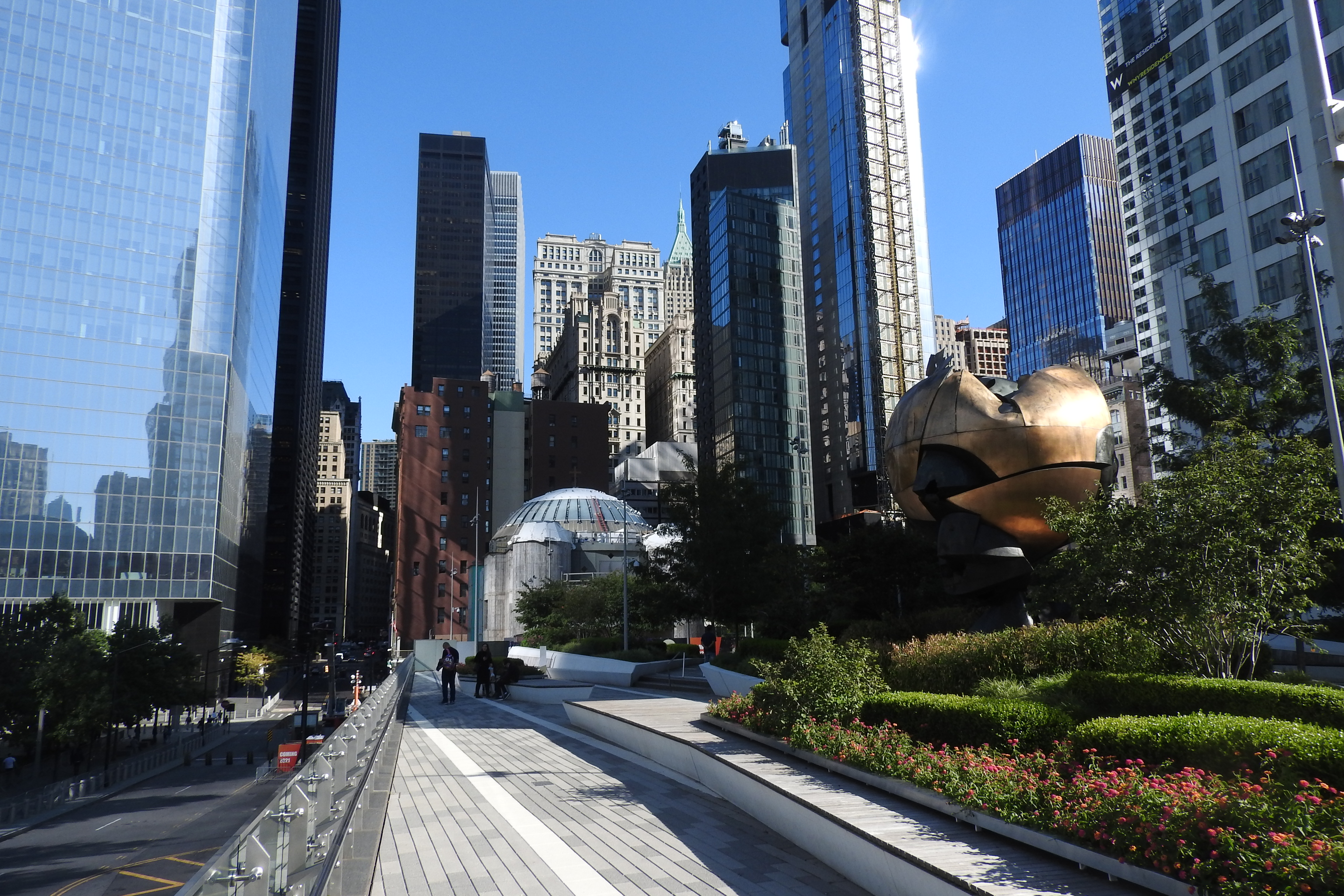
Iglesia de San Nicolás, aún en obras en 2020. En primer plano, The Sphere.

El 6 de diciembre de 2001, se hizo el anuncio oficial del inicio de las obras de reconstrucción de la iglesia de San Nicolás y su dedicación como santuario conmemorativo. Sin embargo se encontró con la oposición de la Autoridad Portuaria de Nueva York y Nueva Jersey, quienes querían darle un uso nuevo a la parcela en donde se encontraba San Nicolás. Las críticas hacia la autoridad portuaria por el desdén con el que estaban manejando el asunto, debido a que estaban aduciendo que la reconstrucción del templo "retrasaría los planes de reconstrucción del WTC" sentaron profundas incomodidades y hondas polémicas entre los greco-estadounidenses, los cuales dirigieron una campaña de presión por la reconstrucción del templo en su ubicación original. Al final, tanto la Iglesia ortodoxa griega en Estados Unidos y la Autoridad Portuaria debieron de irse a los estrados judiciales, resolviéndose en favor de la iglesia ortodoxa griega y ganando el juicio. Después de un acuerdo, en el cual se incluiría la construcción de un monumento aconfesional conjunto a la iglesia, la autoridad portuaria decidió dar vía libre al proyecto, en una ubicación nueva dentro del nuevo complejo del WTC, exactamente en el 130 de Liberty Park, a 46 metros de distancia de la ubicación original, bajo un acuerdo de arrendamiento perpetuo con el pago simbólico de 1 dólar al año.
La construcción fue confiada al arquitecto español Santiago Calatrava, el cual se inspiró en la arquitectura bizantina para estructurar el nuevo templo, especialmente en los templos de Santa Sofía y San Salvador en Chora. Todos los gastos correrían a cargo de la arquidiócesis ortodoxa griega en América, dirigida por el Arzobispo Demetrios, a través de un fondo de donaciones creado para la restauración del edificio. Después de la limpieza de la zona, y la dedicación de los terrenos en una ceremonia, las obras arrancarían en 2014, financiadas en su mayor parte por un fondo mancomunado entre el Gobierno de Grecia, el Patriarcado Ecuménico de Constantinopla y donantes particulares.

### Suspensión de las obras en 2017
Sin embargo, después de tres años de trabajos continuados, el contratista Skanska decide suspender las labores debido a una serie de incumplimientos de contrato por parte de la arquidiócesis ortodoxa griega en América. Los constantes incumplimientos en el pago de los contratistas destaparon una serie de irregularidades financieras en el interior de la tesorería del arzobispado ortodoxo griego en América, en especial con respecto al desvío de fondos destinados a obras de caridad, y agregado a los pagos correspondientes a los contratistas en el templo de San Nicolás. Las pérdidas económicas fueron enormes, causando un enorme escándalo y una investigación financiera que comprometió a los contables y a las principales autoridades ortodoxas griegas del arzobispado.

### Reinicio de las obras en el 2019

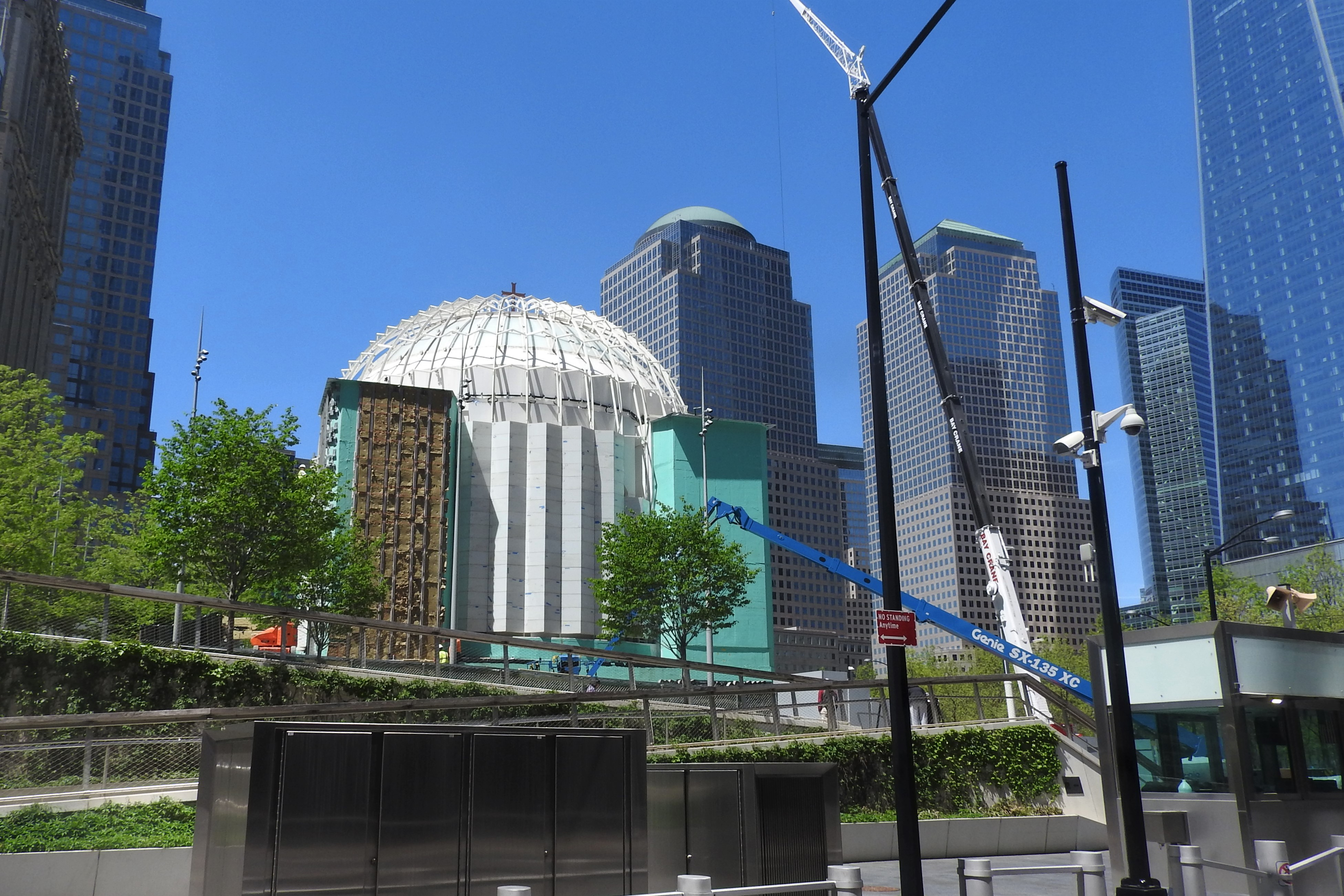
Las obras de la iglesia de San Nicolás en la actualidad.

Debido a este escándalo, el gobernador demócrata Andrew Cuomo, junto con varios miembros notables de la comunidad greco-estadounidense en Nueva York, además de varios donantes privados, constituyen una sociedad sin ánimo de lucro, llamada "Amigos de San Nicolás" a finales de diciembre de 2019, la cual se encargaría tanto de la financiación como de la administración de los fondos destinados a la reconstrucción del templo, antes de 2021. El arzobispado dio vía libre a la sociedad de Amigos de San Nicolás para la continuación de las obras de construcción, comenzándose con la instalación de las losas de mármol que recubrirán la estructura del templo. Las obras fueron retomadas a partir de febrero de 2020, pero con el estallido de la Pandemia de COVID-19 en Estados Unidos, han tenido nuevos retrasos. Sin embargo, se consiguieron instalar los paneles de mármol destinados al recubrimiento del edificio religioso, antes de la suspensión de las obras por causa de la pandemia. Posteriormente, en agosto de 2020, se volverían a reanudar en un acto público presidido por el gobernador Cuomo, el arzobispo Elphiodóporos de América y diferentes líderes religiosos neoyorquinos, y durante este tiempo se instalaron las placas de mármol pentélico, traído expresamente para la construcción del templo. Durante la víspera de la conmemoración del 20 aniversario de los atentados, se encendió de manera solemne la iluminación del exterior de la iglesia, además de nombrar a un sacerdote en propiedad para la atención pastoral.

## Consagración
El 4 de julio de 2022 fue oficialmente consagrada por parte del arzobispo Elphiodóporos de América, con la presencia de los metropolitanos ortodoxos de Pittsburg y Detroit, así como de dos representantes del patriarcado ecuménico de Constantinopla, representantes de la autoridad portuaria de Nueva York y Nueva Jersey, además de los miembros de la sociedad de "Amigos de San  Nicolás" que fueron los principales partícipes de la reconstrucción. La iglesia está enteramente decorada con diferentes íconos y frescos con varias representaciones del skyline neoyorkino, además de servir como monumento para honrar a los fallecidos en los atentados.